# 朱孔
朱孔（Chukhung）是尼泊爾萨加玛塔专区索卢昆布县的一个村落，该地海拔約4730公尺。臨近高約5550公尺的朱孔嶺（Chukhung Ri）與高6189公尺的島峰（Island Peak）是著名的登山景點。

## 資料來源
1. ↑  Nepa Maps (Pvt.Ldt. ), NE517: Everest Base Camp & Gokyo, Kathmandu, Nepal, 2013